# Мадрид (Небраска)
Мадрид (англ. Madrid) — селище (англ. village) в США, в окрузі Перкінс штату Небраска. Населення — 242 особи (2020).

## Географія
Мадрид розташований за координатами 40°51′9″ пн. ш. 101°31′40″ зх. д. / 40.85250° пн. ш. 101.52778° зх. д. (40.852454, -101.527821).  За даними Бюро перепису населення США в 2010 році селище мало площу 2,92 км², уся площа — суходіл.

## Демографія
Згідно з переписом 2010 року, у селищі мешкала 231 особа в 96 домогосподарствах у складі 63 родин. Густота населення становила 79 осіб/км².  Було 115 помешкань (39/км²).
Расовий склад населення:
| - 96,5 % — білих - 3,5 % — осіб інших рас |

До двох чи більше рас належало 0,0 %. Частка іспаномовних становила 7,4 % від усіх жителів.
За віковим діапазоном населення розподілялося таким чином: 23,4 % — особи молодші 18 років, 55,8 % — особи у віці 18—64 років, 20,8 % — особи у віці 65 років та старші. Медіана віку мешканця становила 40,8 року. На 100 осіб жіночої статі у селищі припадало 108,1 чоловіків;  на 100 жінок у віці від 18 років та старших — 103,4 чоловіків також старших 18 років.
Середній дохід на одне домашнє господарство  становив 53 525 доларів США (медіана — 50 714), а середній дохід на одну сім'ю — 64 498 доларів (медіана — 66 563). За межею бідності перебувало 21,5 % осіб, у тому числі 39,1 % дітей у віці до 18 років та 6,2 % осіб у віці 65 років та старших.
Цивільне працевлаштоване населення становило 127 осіб. Основні галузі зайнятості: освіта, охорона здоров'я та соціальна допомога — 27,6 %, транспорт — 13,4 %, виробництво — 9,4 %, сільське господарство, лісництво, риболовля — 9,4 %.